# Ohne dich
"Ohne dich" (Zonder jou) is een nummer van de Duitse metalband Rammstein van het album Reise, Reise.
De tekst gaat over het alleen zijn van de ik-figuur binnen een relatie. Het nummer kwam als derde single van het album Reise, Reise uit op 22 november 2004 in Duitsland, Oostenrijk en Zwitserland. Andere landen volgden.
Het nummer klinkt heel anders dan de meeste Rammstein nummers, het is een langzame en rustige ballade. Het refrein is Ohne dich kann ich nicht sein, ohne dich... mit dir bin ich auch allein, ohne dich.. (Ik kan niet zonder jou, zonder jou...Met jou ben ik ook alleen, zonder jou)
Ook op de single staat als zesde track een bèta versie van het nummer. De versies lijken op elkaar, het instrumentale gedeelte is gelijk, alleen de drums klinken harder, er zijn elektronische geluiden toegevoegd en Lindemanns stem is harder.

## Track listing
1. Ohne dich (Album Edit)
2. Ohne dich (Mina Harkers versie - Remix door Laibach)
3. Ohne dich (Sacred Mix - Remix door Sven Helbig)
4. Ohne dich (Schiller Mix)
5. Ohne dich (Under Byen Remix)
6. Ohne dich (Beta Version)